# Stephen Kingsley
Stephen Kingsley est un footballeur écossais né le 23 juillet 1994 à Stirling. Il joue au poste de défenseur.

## Biographie
Le 4 juin 2016, il fait ses débuts internationaux, lors d'un match amical contre la France (défaite 3-0 à Metz). 
Le 23 août 2017, il est prêté à Hull City.

## Palmarès

### En club
- Heart of Midlothian
  - Champion de la Scottish Football League First Division (deuxième division) en 2021.
  - Finaliste de la Coupe d'Écosse en 2022

### Distinctions personnelles
- Membre de l'équipe-type de Scottish Championship (D2) lors de la saison 2013-2014